# Augustus Hofmann
Augustus Hofmann (* 1938) ist ein deutscher Versicherungsmakler und Fernsehkritiker aus Köln.

## Leben
Der sich selbst als „Profizuschauer“ bezeichnende Augustus Hofmann führt seit 1987 einen Feldzug gegen die Auswüchse der modernen Fernsehens und verlieh von 1989 bis 2008 jährlich auf der Frankfurter Buchmesse den Preis der beleidigten Zuschauer, eine „extrem hässliche gelbe Fischfigur mit rotem Maul“. Ausgelobt war der Preis für eine „herausragende Unverschämtheit eines einzelnen Fernsehschaffenden oder einer programmverantwortlichen Institution“; die Verleihung fand ein regelmäßiges Medienecho.
Karl Dall, die Sendung mit der Maus und Oliver Pocher waren die einzigen Preisträger, die die Auszeichnung auch entgegennahmen. Pocher holte seinen Preis in Hofmanns Wohnung ab und ließ sich dabei von einem Kamerateam begleiten. Der Beitrag wurde am 9. Oktober 2008 in der ARD-Show Schmidt & Pocher gesendet. Dies war die bisher letzte Verleihung des Preises.
1990 gründete Hofmann den Augustus Hofmann Verlag, dessen Programm sich ausschließlich auf den Titel Der Profizuschauer – Chronik eines unvollendeten Aufstandes beschränkt.
1993 veranstaltete er auf dem Leipziger Marktplatz ein Happening unter dem Titel Aufbruch, bei dem in symbolischer Deutung der Zukunft der Buchstadt Leipzig ein Buch vergraben wurde.
1995 rief er das „erste Fernsehzuschauerparlament“ des Landes aus.